# Šalva Čigirinskij
Šalva Pavlovič Čigirinskij (in russo Шалва Павлович Чигиринский?; in ebraico שלווה צ'יגירינסקי‎?; Kutaisi, 1º luglio 1949) è un imprenditore russo israeliano. Era il principale azionista della compagnia petrolifera britannica (quotata all'AIM) Sibir Energy Plc. Come proprietario principale di Russian Land Ltd, è stato coinvolto nella realizzazione di importanti progetti di sviluppo immobiliare: la ricostruzione dell'albergo Rossija, la costruzione della Torre Russia a Mosca, la costruzione del centro culturale e commerciale Crystal Island e la ricostruzione dell'Isola di Novaja Gollandija a San Pietroburgo. 
Secondo Forbes, è tra gli uomini più ricchi della Russia.

## Biografia
Čigirinskij è nato in una famiglia ebrea nel luglio 1949, a Kutaisi, in Georgia. Ha frequentato la Prima Università Medica Statale di Mosca durante la sua istruzione post-secondaria.
Nel 1987, Čigirinskij si trasferì in Spagna, e poi in Germania per dedicarsi al settore immobiliare. A quel tempo, Čigirinskij incontrò il banchiere Karl-Heinz Stock, con il quale divenne co-fondatore della società S + T Group Handels GMBH, che svolgeva le sue attività in Russia.

### Attività immobiliare
Dopo essere tornato in Russia nei primi anni 1990, Čigirinskij, come proprietario di maggioranza del gruppo S + T Handels GMBH, ha gestito progetti immobiliari di costruzione e ricostruzione, compresi i punti di riferimento del patrimonio di Mosca. L'uomo d'affari ha iniziato le sue attività di sviluppo ai tempi del primo sindaco della città, Gavriil Popov. Il primo progetto di riferimento a Mosca è stato un blocco di uffici per il Complesso di politica e costruzione urbana di Mosca in Nikitskij pereulok. Nei primi anni 1990, l'uomo d'affari ha incontrato il sindaco di Mosca Jurij Lužkov e sua moglie Elena Baturina. Di conseguenza, è stato in grado di garantire la crescita della sua attività di sviluppo. Nel 1997, Čigirinskij acquistò la quota di Stock dell'azienda e rinominò la società ST Group, diventando presidente del Consiglio di amministrazione.
Nel 2001, Čigirinskij ha fondato la Moscow Development Company (MDC) su base di parità con il governo di Mosca. I progetti più noti di MDC sono stati la costruzione dell'International Business Center "Moscow City" e la creazione di una catena di vendita al dettaglio Metro-Real di 20 ipermercati, nell'ambito di un accordo con il tedesco Metro Group.
Nel 2002, ha trasferito le sue attività in ST Group a suo fratello minore Aleksandr, che nel 2007 ha rinominato la società in Snegiri Group. Nello stesso anno Šalva Čigirinskij fondò STT Group LLC, che divenne comproprietario di MDC su un piano di parità con il governo di Mosca.
Nel 2007, l'uomo d'affari ha trasferito tutti i progetti di sviluppo al portafoglio della Russian Land Ltd.  La superficie totale dei progetti in cui Čigirinskij è stato coinvolto ha superato i 2 milioni di m² entro la metà del 2007. Le unità più grandi erano le costruzioni della torre Russia nella città di Mosca (400.000 m²) e il complesso multifunzionale "Jugra" a Chanty-Mansijsk (161.000 m²); ricostruzioni dell'albergo Rossija (410.000 m²) e Novaja Gollandija a San Pietroburgo (68.000 m²). Sir Norman Foster è stato invitato come architetto per la maggior parte delle unità. Čigirinskij ha implementato alcuni dei progetti di riferimento in collaborazione con l'uomo d'affari russo Igor' Kesaev e Viktor Rašnikov, il proprietario della Magnitogorsk Iron and Steel Works.
Čigirinskij ha pianificato di quotare la sua azienda alla Borsa di Londra nel 2008. In preparazione dell'IPO, gli azionisti hanno deciso di sottoscrivere partecipazioni per il 18-20% del capitale con una capitalizzazione prevista della società di circa 10 miliardi di dollari. Pertanto, il volume di collocamento avrebbe potuto raggiungere 1,8-2 miliardi di dollari. Secondo Forbes, a quel tempo, Čigirinskij aveva un patrimonio netto di 2,5 miliardi di dollari, classificandolo come il 44° uomo d'affari russo più ricco.

### Attività petrolifera
Accanto all'attività di sviluppo, Čigirinskij è entrato nel mercato del business petrolifero negli anni '90. Collaborando con la British Petroleum nel 1996, l'uomo d'affari ha fondato la Petrol Complex Company, che ha creato una rete di stazioni di servizio a Mosca con il marchio BP. Čigirinskij possedeva il 25% della società.
Nel 1999, l'uomo d'affari è diventato il proprietario di maggioranza delle compagnie petrolifere Evichon e Jugraneft, che possedevano gli esclusivi giacimenti di Priobskoe Sud e Salym. Nello stesso anno fonde i suoi cespiti petroliferi con la società britannica Sibir Energy, quotata alla Borsa di Londra (AIM), grazie alla quale ne diventa proprietario di maggioranza e amministratore.
Con la Central Fuel Company (СFC) di proprietà del governo di Mosca, Čigirinskij ha fondato la Moscow Oil Company (in seguito — la Moscow Oil and Gas Company), assumendone la carica di presidente nel 2000. Un anno dopo, ha guidato la CFC, che possedeva la maggioranza di voto della raffineria di petrolio di Mosca. Čigirinskij, che ha mantenuto stretti contatti con l'ufficio del sindaco di Mosca, è stato nominato amministratore delegato della Moscow Oil and Gas Company nel 2003 e presidente nel 2004. Il sindaco di Mosca Jurij Lužkov era il presidente del consiglio di amministrazione della società.
Nel 2000, Šalva Čigirinskij e Roman Abramovič hanno costituito un accordo di unione, Sibneft-Jugra, metà della quale era di proprietà della controllata di Sibir Energy Jugraneft, con Sibneft che è diventato l'altro comproprietario. Jugraneft ha contribuito con le licenze per i giacimenti petroliferi di South-Priobskoye e East-Palyanovskoye al capitale della joint venture. Ma nel 2004, Čigirinskij ha scoperto che la partecipazione di Jugraneft era stata diluita allo 0,98% dopo diverse emissioni aggiuntive a favore di società affiliate a Sibneft. Sibir Energy ha affermato di non essere stata informata delle emissioni e ha contestato senza successo la diluizione nei tribunali russi e internazionali. L'episodio ha causato un battibecco tra i fratelli Čigirinskij: Šalva ha accusato di connivenza il partner di Abramovč, Aleksandr, che ha portato alla diluizione dei beni. Nel 2005, Čigirinskij ha venduto metà della sua partecipazione in Sibir Energy all'uomo d'affari Igor' Kesaev, che conosceva dall'inizio degli anni '90.
Nell'autunno del 2007 Sibir Energy e il governo della città di Mosca hanno unito le loro attività di raffinazione, a seguito della quale Sibir Energy è diventata proprietaria del 100% della Moscow Oil and Gas Company che, a sua volta, possedeva il 50,08% della Moscow Oil Refinery, 38 % di Mosnefteproduct (una catena di depositi di petrolio e distributori di carburante vicino a Mosca) e 100% di Moscow Fuel Company (una catena di distributori di carburante a Mosca). Un totale di 139 stazioni di servizio e basi di rifornimento nella regione di Mosca erano sotto il controllo della società risultante dalla fusione. In cambio, il governo di Mosca ha ricevuto il 18,03% delle azioni ordinarie della società e un'opzione per riacquistare un altro 3,16% entro un anno e mezzo. L'accordo ha completato la creazione di una compagnia petrolifera integrata verticalmente.

### Progetti internazionali
Čigirinskij si è trasferito negli Stati Uniti nel 2013 e si è impegnato nello sviluppo immobiliare. Fu coinvolto nella costruzione del Margaritaville Resort Times Square, situato all'angolo tra la settima strada e la West 40th Street a New York City. L'hotel di 32 piani dispone di 234 camere, cinque ristoranti e bar, una piscina esterna riscaldata tutto l'anno e un negozio al dettaglio Margaritaville a livello della strada. Il Margaritaville Resort Times Square è un progetto congiunto di Šalva Čigirinskij e Soho Properties, fondato dall'uomo d'affari americano Sharif El-Gamal. I costi totali di costruzione si aggirano intorno ai 370 milioni di dollari. L'hotel è gestito da Margaritaville di Jimmy Buffett. È stato votato "Best New Hotel 2021" su USA Today's 10 Best Readers' Choice Awards. 
Dopo l'apertura dell'hotel, Šalva Čigirinskij ha affermato che il mercato dei "resort a pochi passi" o "resort verticali" è estremamente promettente. E ha annunciato l'intenzione di aprire un secondo progetto simile a Chicago. Lui e i suoi partner stanno anche lavorando a progetti per costruire hotel simili nelle città canadesi, così come a Tokyo, Hong Kong e Singapore.